# 가토 이치카
가토 이치카(일본어: 加藤 一華 かとう いちか[*], 1995년 2월 14일 ~ )는 일본의 배우, 가수, 유튜버이다. 애칭은 잇치(いっちー).

## 이력
1999년 유치원에 들어가기 전 네 살 때, 놀러 갔던 근처 공원에서 우연히 촬영 중이던 사진작가에게 캐스팅되었다. 그때 찍힌 사진은 가와구치 시의 홍보지 『홍보 가와구치』 6월호(No.605) 표지에 실렸으며, 삼륜 자전거를 타고 중앙에 찍힌 모습이었다.
2001년 초등학교 1학년 때 후지TV 정보 프로그램 『어떻게 된 거야?!』 내의 "좋은 물건 셀렉션" 디노스 통신판매 코너에 아역으로 출연했다.
2006년 초등학교 6학년부터 중학교 2학년까지 극단 동배(劇団東俳)에 소속되어, 배우를 꿈꾸며 레슨을 꾸준히 받았고 드라마 엑스트라를 중심으로 활동하며 학생 역할을 다수 소화했다. 이후 더 돋보이는 포지션을 목표로 해당 극단을 퇴단했다.
2011년 조리 로저 소속으로 중·고등학생 아이돌 유닛 그룹 '스테이션♪' 멤버로 발탁되며 아이돌 활동을 시작했다. 이후 이 그룹의 센터이자 리더를 맡게 됐다.
2013년 6월 2일 스테이션♪을 졸업하고 소속사도 떠나 프리랜서로 활동을 시작했다. 강담사(講談社)가 주최한 새로운 아이돌을 발굴하는 오디션 '미스iD 2014'에 참가해 '아마테라스 특별상'을 수상했다. 이 시점을 계기로 TV, 라디오 등 다양한 분야에서 활약했으며, 강담사 관련 이벤트나 홍보 활동에도 참여했다.
배우로서도 활동하며, 오리지널 비디오 『2채널의 저주 VOL.5』의 「기사라기역」, TOKYO MX에서 방송된 옴니버스 형식의 드라마 『12별자리와 사랑해!』 제10화 「처녀자리 망상소녀! SOS!!」에서 주연을 맡았다.
가수로서는 스테이션♪ 시절 다수의 곡을 부르며 무대 활동에 힘썼으나 졸업 후에는 한동안 활동을 중단하였다. 이후 미스iD 2014를 계기로 TBS 『행운음악당』에 출연, 이후 고정 출연자가 되었고, 노기자카46의 에토 미사와 함께 MC를 맡기도 했다. 에토 미사 이후에는 가와우치 미사토가 MC를 맡았지만, ‘옆 역의 미사 선배’로서 노기자카 멤버들과도 교류가 있었다. 이 프로그램 출연 중에 자작곡 「주근깨의 꿈」을 발표하며 솔로 데뷔했으며, 이는 2014년 4월에 시작된 자신의 FM 라디오 프로그램 『카토 이치카의 두근두근 MixJuice』의 테마곡으로 사용되었다. 곡의 정식 풀버전은 2014년 2월 16일 개최된 본인의 19세 생일 이벤트에서 처음으로 공개되었고, 그 자리에서 미스iD 수상 동기이자 같은 ‘아마테라스 특별상’을 받은 테라시마 유후가 곡의 전 세계 배포 결정 소식을 깜짝 발표하기도 했다.
2014년 과거 스테이션♪으로 참여했던 『TOKYO IDOL FESTIVAL』에 2년 만에 '미스iD'로 돌아와, 메인 무대에서 가와우치 미사토와 테라시마 유후와 함께 「주근깨의 꿈」을 선보였다. 같은 해 12월 13일, 배우 활동에 전념하기 위해 프리 활동을 마치고 주식회사 키티에 소속되었음을 발표했다. 12월 27일에는 『Miss iD Festival'14 – 모든 소녀는 아이돌이면 좋겠다.』에 출연하여 「주근깨의 꿈」을 솔로로 불렀고, 31일에는 아키하바라 Cafe & Bar Sixteen에서 카운트다운 이벤트도 개최했다.
2015년 2월 14일에는 『카토 이치카 생일제 드디어 어른의 반열에』를 개최했고, 『카드캡터 사쿠라』의 맞춤 제작한 의상을 공개했으며, 생일과 같은 해의 빈티지 와인을 인생 첫 술로 맛보았다. 생일 축하 영상도 도착했으며, 우에노 유우카, 테라시마 유후, 이노우에 소노코 등과의 깊은 교류가 엿보였다. 9월에는 강담사와 UUUM이 공동 시작한 YouTube 공식 채널 ‘봄봄TV’에 발탁되었으며, 멤버 중 가장 먼저 합류한 인물이다.
2016년 연말연시 봄봄TV에서 다양한 프로그램에 출연. 「이치가 간다!!!」, 「캐치 대결」, 「봄봄 뉴스」 등에 등장했다. 2월 14일에는 강담사 본사 강당에서 개최된 「봄봄 학원제 모두 함께 발렌타인! 초콜릿 생일」 이벤트에 유닛 ‘이치＆나루’로 출연했으며, 파트너인 킨조 나루미(나루)와 절친 우에노 유우카도 게스트로 참여했다.
6월 26일에 사이타마현 하스다시의 관광협회 응원 서포터로 임명되었고, 11월 23일 제11회 하스다 영화제에서는 메인 MC를 맡았다.
7월 31일에 오다이바 MEGAWEB에서 『봄봄TV 1주년 기념 이벤트』가 개최되었고, 「이치＆나루」가 MC를 맡았다. 같은 해 10월 17일 봄봄TV에서는 닌자 스타일을 졸업하고 교복 스타일로 전환했다.
2017년 1월 28일부터 1월 29일까지 'U-FES 파이널 투어'(무료 입장 U-FES 플러스 내 봄봄TV 부스)에서 촬영회 및 악수회를 실시. 2월 14일에는 '이치＆나루'로 「너와 반짝반짝」을 첫 공개했다. 7월 30일, 스미다 수족관에서 봄봄TV 개국 2주년 기념 이벤트가 열렸다. 12월 17일, 『YouTube FanFest 2017』 키즈 스테이지에 출연했다.
2018년 1월 18일에 출연 중인 봄봄TV의 채널 구독자 수가 100만 명을 돌파. 2월 3일에 봄봄TV의 테마곡 「봄봄드림」이 공개되었다. 3월 21일 『간사이 컬렉션 2018』에 출연했고, 3월 24일에 100만 구독자 기념 이벤트가 도쿄에서 개최되었다. 12월 25일에는 연속 드라마 『마지막 소원』에 이치카와 치사토 역으로 출연했다.
2019년 4월 12일에 「One my dreamer」가 공개되었으며, 드라마 『마지막 소원』의 삽입곡으로도 사용되었다.
2020년 12월 18일에 「푸름과 수평선」, 12월 23일에 「봄봄 생일 축하송」이 각각 공개되었다.
2024년 1월 11일에 1살 연하의 일반인 남성과 결혼했으며, SNS와 유튜브를 통해 발표했다.

## 인물과 에피소드
- 부모님과 여동생 한 명, 그리고 강아지 한 마리(이름은 푼타)이다.
- 2023년 11월 23일 일반인 남성 1살 연하 결혼했으며, 2025년 3월 19일에 득녀하였다.

### 성격, 취미, 특기, 교우 관계
- 파트너인 나루토는 아이돌 오디션 대기실에서 처음 알게 되었다. 그때 먼저 말을 건 사람은 이잇치라고 한다.
- 잇치&나루TV와 봄봄TV에서는 '책임감 있는 사람'이라는 이미지가 강하지만, 멤버들 사이에서는 분위기 메이커로도 손꼽힌다.
- 취미는 노래 부르기, 영화 감상, 사진 찍기, 쇼핑이며, 특기는 서예, 배드민턴, 마사지, 치어댄스이다.
- 일인칭은 주로 “와타시(私)”를 사용하지만, 블로그나 일기에서는 "잇치" 또는 "타와시" 같은 표현도 쓴다.
- 그림을 잘 그리며, 자신이 직접 그린 마스코트 '베리스군'이 있다. 만화도 좋아하는데, 특히 『카드캡터 사쿠라』를 좋아한다.
- 좋아하는 아티스트는 aiko, 이노우에 소노코, 테라시마 유후, 우에노 유우카이다.
- 미스iD 2015에서는 심사위원으로서 '카토 이치카상'을 수여했던 이노우에 소노코의 열렬한 팬이기도 하다.
- 2014년 12월 11일 개최된 "이노우에 소노코 생일 원맨 라이브"에는 커다란 화환을 보냈고, 그 날 이노우에 소노코가 유니버설 뮤직에서 메이저 데뷔하는 것이 발표되었다.
- 요리는 미스iD 2014 아마테라스 특별상을 수상한 오노 사야카와 함께 '요리 집보기 대원'이라는 유닛으로 활동할 정도로 요리에 서툴렀다.
- 과거 "프로젝트 아마테라스" 내에서는 티라미수, 스키야키, 타코야키 등을 선보인 적이 있으나, 결과는 참담했다.
- 아이돌 시절 친구가 많고, 교우 관계도 넓다. 특히 안쥬르무의 후쿠다 카논과는 서로 알아보는 사이이다.
- 트레이드 컬러는 '오렌지색'이며, 봄봄TV에서는 '블루'로 활동 중이다.
- 가와우치 미사토와 TBS 카이운 음악당 등에서 활동할 때는 "이치미사 콤비"라고 불렸고, 오노 사야카와 활동할 때는 "요리 집보기 대원"이나 "팀 성장기"라는 유닛명을 사용했다.
- 봄봄TV의 파트너인 킨조 나루미와는 닌자 스타일이나 교복 스타일로 출연했지만, 현재는 사복 등 다양한 의상으로 활약 중이다.

## 출연작

### 텔레비전 프로그램
- 개운음악당 (2013년 12월 ~ 2015년 6월 13일, TBS) - 정규 출연, Miss Kaiun 관리위원
- 오하스타 (2020년 7월 22일, TV 도쿄) - 게스트 출연
- 뮤클드리미 믹스! (2021년 4월 11일 ~ , TV 도쿄) - 오프닝/엔딩 주제가, 실사 파트 출연

### 라디오 프로그램
- 카토 이치카의 두근두근 MixJuice (2014년 4월 ~ , 레인보우타운FM) - 고정 출연

### 스트리밍
- 고단샤 『봄봄TV』
  - 「캐치 대결」 – 쿠노잇치(くのいっちー)로서 UFO 캐처 대결을 펼치는 프로그램
  - 「잇치가 간다!!!」 – 카토 이치카가 다양한 것에 도전하고 체험하는 프로그램
  - 「봄봄학원・연극부」 – 잇치 역으로 출연
  - 말하는 아테레코・코믹 시리즈
    - 「쿠츠다루。」 – 말하는 더빙 만화 (주인공 포함 모든 캐릭터의 성우 담당)
    - 「안녕, 햄코」 – 햄코 역 (별책 프렌드)
    - 「네코탄」 – 네코탄 소장 역 (소년 매거진)
    - 「오늘의 아기 고양이 치이」 – 치이 역

  - 「봄봄뉴스」 – 앞으로 유행할 정보나 화제의 뉴스를 전하는 캐스터로 활동
  - 「이치나루」 – 대량의 영상 콘텐츠를 보유한 시리즈
- 고단샤 『봄봄 아카데미』(구 키즈봄봄) 2015년 ~
- 고단샤 『이치나루와 함께』(구 이치나루TV) 2019년 11월 ~

### 드라마
- 『어떻게 된 거야?!』(후지TV, 2001년) – 재현 드라마
- 『우리들의 교과서』(후지TV, 2007년) – 엑스트라 출연
- 『수험의 신』(닛폰TV, 2007년) – 엑스트라 출연
- 『3학년 B반 킨파치 선생』 제2화 (TBS, 2008년 3월) – 엑스트라 출연
- 『후루하타 중학생 / 후루하타 닌자부로, 생애 첫 사건』(후지TV, 2008년)
- 화요드라마 『학교에서는 가르쳐주지 않아!』(닛폰TV, 2008년) – 엑스트라 출연
- 드라마8 『캣 스트리트』(NHK 종합, 2008년)
- 『보면 안 되는 TV』(BS닛테레, 2011년) – “당신이 더 모르는 세계” 「지금 자살 중」 사토미 역
- 『12별자리와 사랑해』(TOKYO MX, 2014년) – 「처녀자리」 주연, 오야마다 시오리 역

### 무대
- 『야스쿠니로의 귀환』 (2014년 11월 14일 ~ 16일, 타키노가와 회관 대홀) - 히로인 · 오키 유미코 / 히토미 역
  - 원작: 우치다 야스오 『야스쿠니로의 귀환』(고단샤 문고) / 기획 협력 및 티켓 판매: 가도카와 아스키 종합연구소
- 『Little Fandango』 (2015년 7월 8일 ~ 12일, 아우루스폿 공연장)

### 영화
- 《수프환생 이야기》(2012년 7월 7일, 도쿄 시네마) – 엑스트라 출연
- 《방과 후 로스트》 에피소드 3 '배음' (2014년 8월 2일, 가도카와) – 여학생 역
- 《하스다의 논에서 춤춥시다》 (2016년 11월 23일, 하스다시 영화 제작 실행위원회)

### CM
『버거킹』 KING TURKEY 웹 CM 출연  (2014년 11월 16일 공개)
『YouTuber 매거진』 고단샤 전국 TV 광고 (2016년 4월 17일 ~)

### 비디오·DVD
- DVD 『2채널의 저주 5』 (2011년 11월 4일 발매) – 「키사라기역」 주연・하스미 야요이 역
- DVD 『2채널의 저주 The Best』 (2014년 7월 18일 발매) – 「키사라기역」 주연・하스미 야요이 역

### 기타 출연 경력
- 경시청 교육용 약물 남용 방지 VP (2010년)
- 일본항공 JAL 인포머셜 미니 드라마
  - 「보고 싶은 마음이 날개가 된다」(2013년 12월) - 엑스트라 출연
  - 「마음이 담긴 비밀번호」(2014년 1월) - 엑스트라 출연
- 『미스iD2014』 파이널리스트 / 아마테라스 특별상 수상
- Anime Japan 2014 강단사(講談社) 부스 「시도니아의 기사」 미도리카와 유하타 역 (2014년 3월)
  - 「시도니아의 기사」 도쿄빅사이트 RED 스테이지 요시다 나오키 진행 지원 서포트 컴패니언
- 강단사 「프로젝트 아마테라스」
  - 「두근두근 MixJuice」(2014년 3월 ~ 2015년 1월) - 카토 이치카 프로젝트 기사 집필 및 취재 사진 게재
- 『미스iD2015』 미스iD 심사위원 카토 이치카상: 이노우에 소노코
- 『미스iD2016』 운영 협력
- 『마지막 소원』 이치카와 치토세 역

### 모델
- 아동 모델로 「광보 가와구치」 (1999년 6월호 / 표지·중앙의 여자아이)에 등장
- 일본 트윈테일 협회 공식 모델
- 쇼트커트 추진 위원회 공식 모델
- 라이프해커 KFC 프레젠터 (2014년 9월 11일)
- 영 매거진 × 베스트카 「Love CAR&COMIC!」 전국 공동 캠페인 참여 (2014년 9월 1일)

### 서적 출연
- 『새로운 미술 시간 "좋은 생각이 떠올랐어 5·6"』 (2010년 3월 5일, 도쿄서적)
- 월간 오디션 4월호 「GO GO! NEW FACE」 (2012년 4월, 백야서방)
- FLASH 「철도 검정 모의 시험」 (2012년 5월 22일, 고단샤)
- 월간 오디션 10월호 「아이돌 감정 SHOW」 (2012년 10월, 백야서방)
- J-POP GIRLS 큥! vol.6 (2012년 11월 1일, 코스믹 출판)
- 사진집 『일본 트윈테일 백경(百景)』 (2013년 7월 31일)
- 사진집 『Life is Short』 쇼트커트 추진 위원회 (2014년 7월 20일) ISBN 9784907301170
- 사진집 『카토 이치카 포토북 「Last Teen 이치카비요리 1」』『「Last Teen 이치카비요리 2」』 (2014년 12월, 자가 제작)
- 베스트카 5월 10일호 (2015년 4월 10일, 고단샤 BC) - 「테리 이토의 개그 자동차 연구소 Vol.486」
- 「Hot-Dog PRESS No.80,81 합본호」 (2016년, 고단샤)
- 「유튜버 매거진 Vol.1」 (2016년, 고단샤)
- 「텔레비전 매거진」 부록놀이대(ふろくあそび隊) (2016년 ~ , 고단샤)
- 「별책 프렌드 4월호」 (2016년, 고단샤)
- 「베스트카 4월 10일호 / 5월 9일호」 테리 이토의 개그 자동차 연구소 (2016년, 고단샤)
- 「이브닝 18호」 '누적 - 가사네 -' 콜라보 (2016년, 고단샤)
- 「퍼스트 북 디즈니」 뒷표지 (2017년 Vol.1, 고단샤)

### 신문
- 철도 아이돌 유닛 '스테이션♪' 가토 이치카 (2012년 2월 23일, 유우칸 후지)

### 기타 출연
- →스테이션♪로서의 출연에 대해서는 「스테이션♪ § 출연」을 참고
- 사이타마현 「하스다 관광협회 응원 서포터」(2016년 6월 26일 ~ )

## 디스코그래피

### 싱글
| 곡 이름     | 수록 앨범 | 발매일          | 비고 |
| ----------- | --------- | --------------- | ---- |
| 주근깨의 꿈 | 없음      | 2014년 2월 16일 |      |

### 게스트 출연
- 『아침은 곧 곁에 있어요 Hello, Good Morning Sunshine』(오노 사야카)
- 『아침은 곧 곁에 있어요 Hello, Good Morning Sunshine』(타이틀곡) (코러스)

## 작품
- 내가 직접 그린 마스코트 캐릭터 '베리군' (2014년)

## 수상
- 제2회 미스iD 2014 아마테라스 특별상 수상 (2013년)

## 같이 보기
- 킨죠 나루미